# Entité non physique
En ontologie et philosophie de l'esprit, une entité non physique est un esprit ou un être qui existe en dehors de la réalité physique. Leur existence sépare l'école philosophique du physicalisme des écoles idéaliste et dualiste, la dernière tenant qu'ils peuvent exister et la première qu'ils ne le peuvent pas. Si l'on pose que les entités non physiques peuvent exister, il existe d'autres débats quant à leurs natures inhérentes et à leur position par rapport aux entités physiques.

## Concepts abstraits
Les philosophes sont généralement d'accord sur l'existence des objets abstraits. Ceux-ci comprennent des concepts tels que les nombres, (voir ensembles et fonctions mathématiques, les relations philosophique et les propriétés. Ces entités ne sont pas physiques dans la mesure où elles existent en dehors de l'espace et du temps. Une propriété abstraite comme la rougeur n'occupe également aucune position dans l'espace-temps,. Il existe deux concepts, l'un abstrait et l'autre concret. La raison pour laquelle ces concepts sont répartis en deux catégories distinctes vise à faire une distinction entre la métaphysique et l'épistémologie. Tandis que l'ancien dualisme cartésien soutenait l'existence d'esprits non physiques, des formes plus limitées de dualisme ont été proposées par les philosophes des XXe et XXIe siècles (tel que le dualisme de propriété (en)) n'acceptent l'existence que de propriétés non physiques. 

## Dualisme corps-esprit
Le dualisme est la division de deux aspects contrastés ou opposés. L'école dualiste suppose l'existence d'entités non physiques, la plus largement débattue étant l'esprit. Mais au-delà, il se heurte à des pierres d'achoppement. Pierre Gassendi a directement posé un problème de cette nature à René Descartes en 1641 en réponse à ses Méditations métaphysiques.

« [Il] reste toujours à expliquer comment cette union et ce mélange apparent [du corps et l'esprit] peut-ils survenir en vous si vous êtes incorporel, inétendu et indivisible [...]. Comment, au moins, pouvez-vous être unis avec le cerveau, ou une minuscule partie en lui, qui (comme il a été dit) doit encore avoir une certaine ampleur ou extension, si petite soit-elle? Si vous êtes totalement sans parties, comment pouvez-vous vous mélangez ou semblez vous mélanger avec ses minuscules subdivisions? Car il n'y a pas de mélange à moins que chacune des choses qui doivent être mélangées possède des parties qui peuvent se mélanger l'une avec l'autre. »

— Gassendi 1641,
La réponse de Descartes à Gassendi et à la princesse Elizabeth qui lui a posé des questions similaires en 1643, est généralement considérée de nos jours comme faisant défaut car il n'a pas abordé ce qui est appelé en philosophie de l'esprit le problème de l'interaction,. Ceci est un problème pour les entités non physiques que pose le dualisme : par quel mécanisme exactement interagissent-elles avec des entités physiques et comment peuvent-elles le faire? L'interaction avec les systèmes physiques nécessite des propriétés physiques qu'une entité non physique ne possède pas.
Les dualistes ont la possibilité soit, comme Descartes, d'éviter le problème en considérant qu'il est impossible pour un esprit non physique de concevoir la relation qu'il a avec le physique et donc impossible de l'expliquer philosophiquement, soit d'affirmer que le questionneur a fait l'erreur fondamentale de penser que la distinction entre le physique et le non-physique est telle qu'elle empêche chacun d'affecter l'autre.
Parmi les autres questions relatives au non-physique auxquelles le dualisme n'a pas répondu figurent des questions telles que combien d'esprits chaque personne peut-elle avoir? ce qui n'est pas un problème pour le physicalisme qui peut simplement déclarer un état d'esprit par personne, presque par définition ; et si les entités non physiques telles que les esprits et les âmes sont simples ou composés, et dans ce dernier cas, de quel « matière » sont-elles faites?

## Esprits
Décrire en termes philosophiques ce qu'est (ou serait) une entité non physique peut se révéler problématique. Un exemple pratique de ce qui constitue une entité non physique est un fantôme. Gilbert Ryle a une fois énoncé que le dualisme cartésien supposait un « fantôme dans la machine »,. Il est cependant difficile de définir en termes philosophiques ce qui, précisément, à propos d'un fantôme en fait spécifiquement une entité non physique plutôt qu'une entité physique. Si l'existence des fantômes étaient démontrée au-delà de tout doute possible, il a été affirmé que cela les placerait effectivement dans la catégorie des entités »« physiques ».  
Les prétendues entités non physiques et non mentales comprennent des choses telles que les dieux, les anges, les démons et les fantômes. Faute de démonstrations de leur existence, leurs existences et natures sont largement débattues, indépendamment de la philosophie de l'esprit,.

## Source de la traduction
- (en) Cet article est partiellement ou en totalité issu de l’article de Wikipédia en anglais intitulé « Non-physical entity » (voir la liste des auteurs).